# الشطرنج في أذربيجان

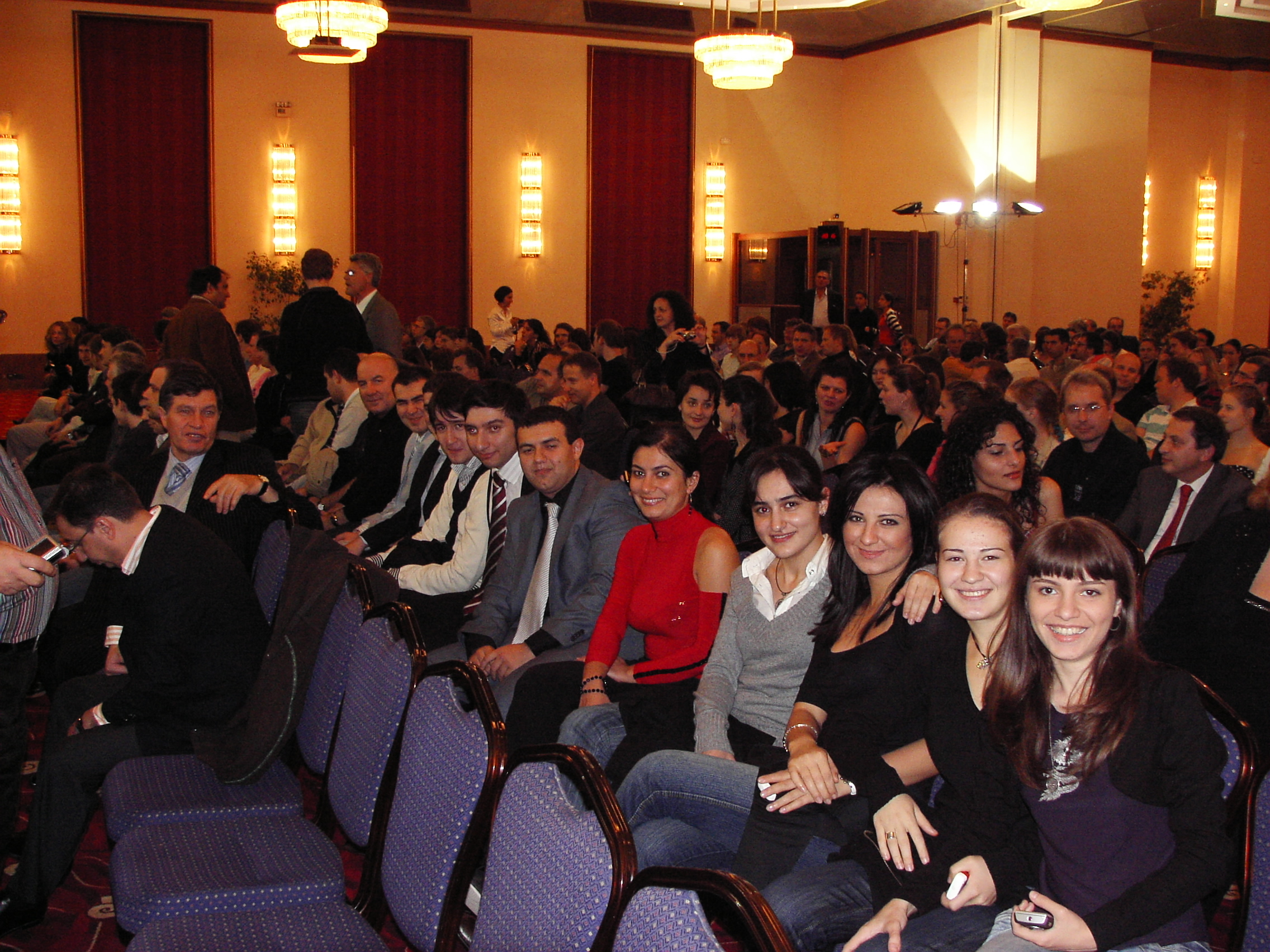
منتخبا أذربيجان للشطرنج (رجال وسيدات) أثناء مشاركته في البطولة الأوروبية سنة 2007

يُعد الشطرنج واحدًا من أكثر الرياضات شعبية في أذربيجان، التي يتولى تنظيم شؤون الشطرنج فيها الاتحاد الأذربيجاني للشطرنج. وقد أصدر الرئيس الأذربيجاني إلهام علييف ـ وهو أيضًا رئيس اللجنة الأولمبية الوطنية لجمهورية أذربيجان ـ أمرًا تنفيذيًا في 5 مايو 2009 ببدء برنامج مدعوم من الدولة لتطوير لعبة الشطرنج في الفترة الممتدة من سنة 2009 إلى سنة 2014.